# Rennequin Sualem
Rennequin Sualem (Jemeppe-sur-Meuse, 29 de gener de 1645 – mort a Bougival (França) el 1708) era un fuster i un enginyer liegès.
El 1668 va construir per al castell dels comtes de Marchin a Modave, una màquina hidràulica per a pujar d'uns cinquanta metres les aigües del riu Hoyoux per a alimentar una font al pati del castell. Vers 1684, el senyor de Modave Arnold de Ville va trucar-lo a Versalles per a construir-hi la màquina de Marly, que comprenia 14 rodes del tipus desenvolupat a Modave, per a pujar l'aigua del Sena de 163 metres als jardins del castell de Versalles. Lluís XIV va anomenar-lo primer enginyer del rei i va anoblir-lo. Quan el rei va demanar-li com li havia sortit el concepte de la màquina, segons l'anècdota, hauria respost en való: «Tot tusant, sire» (trad.: «En pensar molt, sire»).
En honor a aquest enginyer famós, l'escola superior de politècnica de Lieja va prendre el nom Haute École de la province de Liège Rennequin Sualem.